# Highland (comté d'Ulster)
Pour les articles homonymes, voir Highland.
Highland est un hameau (et un census-designated place) du comté d'Ulster, dans l'État de New York, aux États-Unis.  
Highland est une communauté de la Town de Lloyd.

## Géographie
La population de Highland était de 5 647 habitants au recensement de 2010.